# La Victoire en chantant (sculpture)
Pour l’article homonyme, voir La Victoire en chantant.
La Victoire en chantant est une statue du sculpteur français Charles Édouard Richefeu réalisée en 1918. Destinée aux monuments aux morts des communes françaises après la Première Guerre mondiale et éditée en série, elle est présente sur plusieurs dizaines de monuments.

## Description
La statue représente un poilu chantant, regardant vers le haut, marchant, la jambe droite en avant et la gauche en arrière. Il est vêtu de son uniforme complet, son casque Adrian sur la tête. Il porte son fusil Lebel modèle 1886 en bandoulière sur son épaule gauche et tient la sangle du fusil avec sa main gauche. Son bras droit est tendu vers l'arrière, le poing serré.

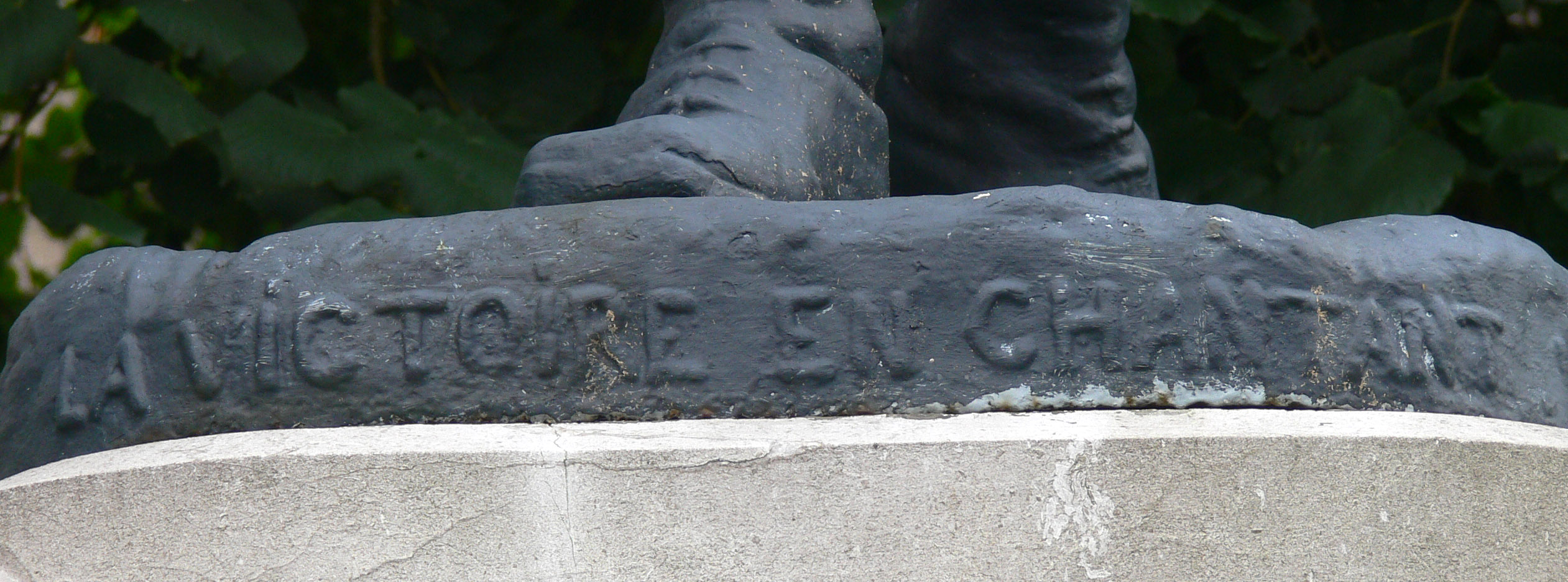
Titre de l'œuvre inscrit sur la terrasse du monument aux morts de Phalempin.

## Historique
Après la Première Guerre mondiale, les pertes massives déterminent les communes françaises à rendre hommage à leurs morts. Aidées par des subventions de l'État, la quasi-totalité des communes optent pour l'érection d'un monument aux morts et on estime qu'environ 36 000 monuments sont ainsi édifiés sur le territoire français entre 1920 et 1925. Malgré les aides, les conditions financières de nombreuses communes (souvent rurales et en pleine reconstruction d'après-guerre) conduisent les fonderies à éditer des catalogues proposant des éléments de série.
Le modèle en plâtre figura au Salon des artistes français de 1919. Cette statue est éditée en bronze et en fonte par la fonderie d'art du Val d'Osne.

## Liste de monuments aux morts constitués de cette statue en France
Les monuments sont classés par ordre alphabétique de départements et, au sein de ceux-ci, par ordre alphabétique de communes, ou anciennes communes.
Ci-dessous, la localisation des monuments réalisés sur la carte de France.
| Localisation Monuments La Victoire en chantant · Cérilly 03350 · Estissac 10190 · Lusigny-sur-Barse 10270 · Payns 10600 · Villelongue-d'Aude 11300 · Le-Nayrac 12190 · Jussac 15250 · Dun-sur-Auron 18130 · Donzenac 19270 · Propriano 20110 · Seurre 21250 · Croze 23500 · Moutier-Malcard 23220 · Thénezay 79390 · Villeneuve-d'Amont 25270 · Saint-Donat-sur-l'Herbasse 26260 · Craponne-sur-Arzon 43500 · Osne-le-Val 52300 · Ainvelle 70800 · Saint-Bresson 70280 · Morzine 74110 · Saint-Pardoux 87250 · Val-d'Izé 35450 · Saint-Benoît-du-Sault 36170 · Saint-Gaultier 36800 · Le May-sur-Èvre 49122 · Montreuil-Bellay 49260 · Saint-Symphorien-des-Monts 50640 · Tribehou 50620 · Locmiquélic 56570 · Neuvy-sur-Loire 58450 · Bersée 59235 · Dechy 59187 · Escaudœuvres 59161 · Fressain 59234 · Iwuy 59141 · Noyelles-lès-Seclin 59139 · Orchies 59310 · Phalempin 59133 · Villers-Outréaux 59142 · Wattignies 59139 · Thieux 60480 · Saint-Evroult-Notre-Dame-du-Bois 61550 · Ayette 62116 · Bertincourt 62124 · Épinoy 62860 · Leforest 62790 · Saint-Léger 62128 · Maringues 63350 · Lembeye 64350 · Brie-Comte-Robert 77170 · Cesson 77240 · Lachapelle-sous-Rougemont 90360 |

| Œuvre               | Auteur | Département           | Commune                          | Localisation | Notes | Installation | Coordonnées                        | Illustration                                           |
| ------------------- | ------ | --------------------- | -------------------------------- | --- | --- | ------------ | ---------------------------------- | ------------------------------------------------------ |
| Monument aux morts, |        | Allier                | Cérilly                          | Dans le square Pierre-Virlogeux | | 1921         | 46° 37′ 05″ nord, 2° 49′ 04″ est   | Monument aux morts de Cérilly                          |
| Monument aux morts  |        | Aube                  | Estissac                         | Sur la place du Général de Gaulle, en face de la poste                                                                               | | 1923         | 48° 16′ 00″ nord, 3° 48′ 24″ est   | Image manquante                                        |
| Monument aux morts  |        | Aube                  | Lusigny-sur-Barse                | Rue Georges Clemenceau (RD 1), en face de la mairie                                                                                  | | À déterminer | 48° 15′ 17″ nord, 4° 16′ 06″ est   | Monument aux morts de Lusigny-sur-Barse                |
| Monument aux morts  |        | Aube                  | Payns                            | Intersection de la RD 20 et de l'avenue de la Gare                                                                                   | | À déterminer | 48° 22′ 55″ nord, 3° 58′ 41″ est   | Image manquante                                        |
| Monument aux morts  |        | Aude                  | Villelongue-d'Aude               | Devant l'école, à côté de la mairie                                                                                                  | | À déterminer | 43° 03′ 20″ nord, 2° 05′ 43″ est   | Monument aux morts de Villelongue-d'Aude               |
| Monument aux morts  |        | Aveyron               | Le Nayrac                        | Sur la place de l'Église | | 1922         | 44° 36′ 47″ nord, 2° 39′ 47″ est   | Image manquante                                        |
| Monument aux morts  |        | Cantal                | Jussac                           | Devant la mairie | | 1922         | 44° 59′ 17″ nord, 2° 25′ 17″ est   | Image manquante                                        |
| Monument aux morts  |        | Cher                  | Dun-sur-Auron                    | Sur la place de la Libération | | 1922         | 46° 53′ 07″ nord, 2° 34′ 11″ est   | Image manquante                                        |
| Monument aux morts, |        | Corrèze               | Donzenac                         | Sur la place de la Mairie | | À déterminer | 45° 13′ 40″ nord, 1° 31′ 24″ est   | Monuments aux morts de Donzenac                        |
| Monument aux morts  |        | Corse-du-Sud          | Propriano                        | Intersection de la rue de la Marine (RD 219A) et de l'avenue Napoléon III (RD 219)                                                   | | 1921         | 41° 40′ 32″ nord, 8° 53′ 59″ est   | Monument aux morts de Propriano                        |
| Monument aux morts, |        | Côte-d'Or             | Seurre                           | Cours de Verdun | | À déterminer | 46° 59′ 50″ nord, 5° 08′ 50″ est   | Monument aux morts de Seurre                           |
| Monument aux morts  |        | Creuse                | Croze                            | Devant la mairie | | 1921         | 45° 49′ 07″ nord, 2° 09′ 39″ est   | Monument aux morts de Croze                            |
| Monument aux morts  |        | Creuse                | Moutier-Malcard                  | Intersection de la rue des Écoles (RD 990) et de la route de Bonnat (RD 56)                                                          | | 1921         | 46° 23′ 35″ nord, 1° 56′ 43″ est   | Image manquante                                        |
| Monument aux morts  |        | Deux-Sèvres           | Thénezay                         | Sur la place de l'Église, à l'intersection de la rue Saint-Honoré (RD 141) et de la RD 738, devant l'église Saint-Honoré             | | 1922         | 46° 43′ 13″ nord, 0° 01′ 40″ ouest | Image manquante                                        |
| Monument aux morts  |        | Doubs                 | Villeneuve-d'Amont               | Sur la place de la mairie | | À déterminer | 46° 56′ 20″ nord, 6° 01′ 57″ est   | Monuments aux morts de Villeneuve-d'Amont              |
| Monument aux morts  |        | Drôme                 | Saint-Donat-sur-l'Herbasse       | Avenue Georges Bert, devant la mairie                                                                                                | | À déterminer | 45° 07′ 19″ nord, 4° 58′ 57″ est   | Monuments aux morts de Saint-Donat-sur-l'Herbasse      |
| Monument aux morts, |        | Haute-Loire           | Craponne-sur-Arzon               | Entre la mairie et l'église Saint-Caprais                                                                                            | | 1921         | 45° 19′ 47″ nord, 3° 50′ 44″ est   | Monuments aux morts de Craponne-sur-Arzon              |
| Monument aux morts  |        | Haute-Marne           | Osne-le-Val                      | 36 Grande rue | | 1923         | 48° 29′ 48″ nord, 5° 11′ 33″ est   | Image manquante                                        |
| Monument aux morts  |        | Haute-Saône           | Ainvelle                         | Intersection de la rue Pierre Philippe Grappin et de la rue Eugène Maillot                                                           | | À déterminer | 47° 50′ 47″ nord, 6° 15′ 02″ est   | Monuments aux morts de Ainvelle                        |
| Monument aux morts  |        | Haute-Saône           | Saint-Bresson                    | Sur la place du Souvenir, près de la mairie                                                                                          | | À déterminer | 47° 52′ 13″ nord, 6° 30′ 24″ est   | Image manquante                                        |
| Monument aux morts  |        | Haute-Savoie          | Morzine                          | Près de l'église Sainte-Marie-Madeleine et de la mairie                                                                              | | 1921         | 46° 10′ 44″ nord, 6° 42′ 32″ est   | Monument aux morts                                     |
| Monument aux morts  |        | Haute-Vienne          | Saint-Pardoux                    | Sur le parking au nord de l'église                                                                                                   | | À déterminer | 46° 03′ 28″ nord, 1° 16′ 50″ est   | Monument aux morts de Saint-Pardoux                    |
| Monument aux morts  |        | Ille-et-Vilaine       | Val-d'Izé                        | Sur la place de la mairie | | À déterminer | 48° 10′ 36″ nord, 1° 18′ 07″ ouest | Monument aux morts du Val-d'Izé                        |
| Monument aux morts  |        | Indre                 | Saint-Benoît-du-Sault            | Sur la place de Verdun (anciennement place du Champ de Foire)                                                                        | | 1923         | 46° 26′ 31″ nord, 1° 23′ 33″ est   | Image manquante                                        |
| Monument aux morts, |        | Indre                 | Saint-Gaultier                   | Sur la place de l'Hôtel-de-Ville | | 1921         | 46° 38′ 07″ nord, 1° 25′ 24″ est   | Monument aux morts de Saint-Gaultier                   |
| Monument aux morts  |        | Maine-et-Loire        | Le May-sur-Èvre                  | Intersection de la rue Saint-Louis et de la rue de l'Abbé Dupé, près de l'église Saint-Michel                                        | Le piédestal vide du monument est érigé en 1922.                                                                         | 1931         | 47° 08′ 16″ nord, 0° 53′ 33″ ouest | Monument aux morts de Le May-sur-Èvre                  |
| Monument aux morts  |        | Maine-et-Loire        | Montreuil-Bellay                 | 81 avenue Duret | | À déterminer | 47° 07′ 46″ nord, 0° 09′ 17″ ouest | Image manquante                                        |
| Monument aux morts  |        | Manche                | Saint-Symphorien-des-Monts       | Près de l'église Saint-Symphorien | | À déterminer | 48° 32′ 35″ nord, 1° 00′ 13″ ouest | Monument aux morts de Saint-Symphorien-des-Monts       |
| Monument aux morts  |        | Manche                | Tribehou                         | Dans le cimetière, au bord de la RD 29                                                                                               | | 1926         | 49° 12′ 53″ nord, 1° 14′ 34″ ouest | Monument aux morts de Tribehou                         |
| Monument aux morts  |        | Morbihan              | Locmiquélic                      | Dans le cimetière | | 1924         | 47° 43′ 28″ nord, 3° 20′ 10″ ouest | Image manquante                                        |
| Monument aux morts  |        | Nièvre                | Neuvy-sur-Loire                  | 22 rue Jean Jaurès | | 1921         | 47° 31′ 22″ nord, 2° 52′ 56″ est   | Monument aux morts de Neuvy-sur-Loire                  |
| Monument aux morts  |        | Nord                  | Bersée                           | Intersection de la rue de l'église et de la rue Saint Nicolas, près de l'église Saint-Étienne                                        | | 1922         | 50° 28′ 52″ nord, 3° 08′ 34″ est   | Monument aux morts de Bersée                           |
| Monument aux morts  |        | Nord                  | Dechy                            | Intersection avenue des Poilus et rue Célestin Leduc                                                                                 | | 1922         | 50° 21′ 04″ nord, 3° 07′ 28″ est   | Image manquante                                        |
| Monument aux morts  |        | Nord                  | Escaudœuvres                     | 243 rue Jean Jaurès | | 1922         | 50° 11′ 43″ nord, 3° 16′ 06″ est   | Image manquante                                        |
| Monument aux morts  |        | Nord                  | Fressain                         | Intersection de la rue de la Chapelle, de la rue du Nord et de la rue de la Fontaine                                                 | | À déterminer | 50° 17′ 15″ nord, 3° 11′ 39″ est   | Monument aux morts de Fressain                         |
| Monument aux morts  |        | Nord                  | Iwuy                             | Sur le place de la République | | À déterminer | 50° 13′ 48″ nord, 3° 19′ 21″ est   | Monument aux morts d'Iwuy                              |
| Monument aux morts  |        | Nord                  | Noyelles-lès-Seclin              | Sur la place Alexandre Gratte, en face de la mairie                                                                                  | | 1924         | 50° 34′ 34″ nord, 3° 01′ 04″ est   | Monument aux morts de Noyelles-lès-Seclin              |
| Monument aux morts, |        | Nord                  | Orchies                          | Rue des Combattants | | 1922         | 50° 28′ 18″ nord, 3° 14′ 47″ est   | Monument aux morts d'Orchies                           |
| Monument aux morts  |        | Nord                  | Phalempin                        | Angle droit entre l'église et la poste                                                                                               | | 1921         | 50° 31′ 04″ nord, 3° 01′ 03″ est   | Monument aux morts de Phalempin                        |
| Monument aux morts  |        | Nord                  | Villers-Outréaux                 | Sur la place de la Victoire | | 1923         | 50° 01′ 55″ nord, 3° 17′ 58″ est   | Monument aux morts de Villers-Outréaux                 |
| Monument aux morts  |        | Nord                  | Wattignies                       | Dans le cimetière, au centre du carré militaire                                                                                      | | 1922         | 50° 35′ 05″ nord, 3° 02′ 40″ est   | Monument aux morts de Wattignies                       |
| Monument aux morts  |        | Oise                  | Thieux                           | Intersection de la rue Notre Dame (RD 23) et de la RD 61                                                                             | | À déterminer | 49° 32′ 38″ nord, 2° 19′ 03″ est   | Monument aux morts de Thieux                           |
| Monument aux morts  |        | Orne                  | Saint-Évroult-Notre-Dame-du-Bois | Au bord de la RD 13, près de l'église                                                                                                | | 1920         | 48° 47′ 30″ nord, 0° 27′ 49″ est   | Monument aux morts de Saint-Évroult-Notre-Dame-du-Bois |
| Monument aux morts  |        | Pas-de-Calais         | Ayette                           | En face du 36 rue Nationale | | 1924         | 50° 10′ 25″ nord, 2° 44′ 01″ est   | Image manquante                                        |
| Monument aux morts  |        | Pas-de-Calais         | Bertincourt                      | Rue Poincaré | | À déterminer | 50° 05′ 07″ nord, 2° 58′ 41″ est   | Image manquante                                        |
| Monument aux morts  |        | Pas-de-Calais         | Épinoy                           | 49 rue de la Mairie | | 1922         | 50° 13′ 52″ nord, 3° 10′ 01″ est   | Image manquante                                        |
| Monument aux morts  |        | Pas-de-Calais         | Leforest                         | Sur la place Roger Salengro, au bord de la rue Gambetta (RD 161E1), à côté de l'église Saint-Nicolas                                 | Érigé en 1921 à l'intersection de la rue Gambetta et de la rue Jean Jaurès, à quelques mètres de son emplacement actuel. | 1967         | 50° 26′ 17″ nord, 3° 03′ 40″ est   | Monument aux morts de Leforest                         |
| Monument aux morts  |        | Pas-de-Calais         | Saint-Léger                      | Intersection de la rue d'Ervillers (RD 9) et de la RD 12                                                                             | | 1924         | 50° 11′ 13″ nord, 2° 51′ 28″ est   | Monument aux morts de Saint-Léger                      |
| Monument aux morts, |        | Puy-de-Dôme           | Maringues                        | À déterminer | | À déterminer | 43° 26′ 54″ nord, 0° 06′ 29″ ouest | Image manquante                                        |
| Monument aux morts  |        | Pyrénées-Atlantiques  | Lembeye                          | Sur la place de l'Église | | À déterminer | 43° 26′ 54″ nord, 0° 06′ 29″ ouest | Monument aux morts de Lembeye                          |
| Monument aux morts, |        | Seine-et-Marne        | Brie-Comte-Robert                | Sur la place de Verdun, au bord de la RD 216                                                                                         | | À déterminer | 48° 41′ 49″ nord, 2° 36′ 52″ est   | Image manquante                                        |
| Monument aux morts  |        | Seine-et-Marne        | Cesson                           | Devant la mairie | | 1922         | 48° 33′ 47″ nord, 2° 36′ 10″ est   | Monument aux morts de Cesson                           |
| Monument aux morts  |        | Territoire de Belfort | Lachapelle-sous-Rougemont        | Intersection de la rue du Général de Gaulle (RD 83) et de la rue de la 1re Armée (RD 15), devant la mairie et l'église Saint-Vincent | | À déterminer | 47° 42′ 42″ nord, 7° 00′ 54″ est   | Image manquante                                        |